# Districtul Dowa
Dowa este un district  în   statul Malawi. Reședința sa este orașul Dowa.